# Любовичка
Любови́чка — село в Україні, в Устинівській селищній громаді Кропивницького району Кіровоградської області. Населення становить 7 осіб. 
На південний захід від села знаходиться загальнозоологічний заказник загальнодержавного значення Полозова балка.

## Населення
Згідно з переписом УРСР 1989 року чисельність наявного населення села становила 34 особи, з яких 14 чоловіків та 20 жінок.
За переписом населення України 2001 року в селі мешкало 7 осіб. 100 % населення вказало своєю рідною мовою українську мову.